# Туткушев, Бексултан Серикпаевич
Бексултан Серикпаевич Туткушев (каз. Бексұлтан Серікбайұлы Тұтқышев; 19 августа 1948, Костанай, Казахская ССР, СССР — 7 июня 2024, Астана) — казахстанский политический и общественный деятель, депутат Сената Парламента Республики Казахстан (1995—2008).

## Биография
Родился 19 августа 1948 года в г. Кустанае. Происходит из рода уак.
В 1972 году окончил Карагандинский государственный медицинский институт.
В 2001 году защитил учёную степень кандидата медицинских наук, тема диссертации: «Законодательное обеспечение первичной медико-санитарной помощи населению в Казахстане».
С 1972 по 1993 годы — врач-травматолог, хирург Кустанайской городской больницы.
С 1993 по 1995 годы — директор медицинской страховой компании «Денсаулык» г. Кустанай, заместитель главного врача Костанайской областной больницы.
С 1995 по 2008 годы — депутат Сената Парламента Республики Казахстан І, ІI и IІІ созывов от Костанайской области, Член Комитета по социально-культурному развитию, Член постоянного Комитета по экономической и региональной политике. Руководитель депутатской группы «Отбасы».
С 2008 по 2011 годы — заместитель председателя правления АО «Национальный медицинский холдинг».
С 2011 по 2013 годы — генеральный менеджер Департамента интегрированной академической системы здравоохранения АОО «Назарбаев Университет».
С 2013 по 2017 годы — председатель Совета директоров АО «Республиканский детский реабилитационный центр».
С 2017 по 2019 годы — председатель Совета директоров акционерного общества «Национальный центр нейрохирургии».
С 28 октября 2019 года — председатель Совета директоров акционерного общества «Национальный научный кардиохирургический центр».
Умер 7 июня 2024 года в Астане в возрасте 75 лет.

## Награды
- 1998 — памятная медаль «Астана»
- 2001 — Медаль «10 лет независимости Республики Казахстан»
- 2003 — Почётная грамота МПА СНГ за активное участие в деятельности МПА.
- 2003 — Орден Курмет за особые заслуги перед государством и активную общественную деятельность.[5][нет в источнике]
- 2004 — Медаль «В ознаменование 100-летия железной дороги Казахстана»
- 2004 — Медаль «50 лет Целине»
- 2005 — Медаль «10 лет Конституции Республики Казахстан»
- 2006 — Медаль «10 лет Парламенту Республики Казахстан»
- 2006 — Орден «Содружество» (МПА СНГ) за особый вклад в развитие парламентаризма, укрепление демократии, обеспечение прав и свобод граждан в государствах-участниках СНГ.
- 2007 — Памятная медаль Детского фонда ООН — ЮНИСЕФ
- 2008 — Медаль «10 лет Астане»
- 2008 — Почётная грамота Сената Парламента Республики Казахстан за большой вклад в Сенат.
- 2008 — Сертификат «В знак признательности за верность и приверженность принципам ООН и неоценимый вклад в работу ООН в Казахстане за последние 15 лет»
- 2016 — Медаль «25 лет независимости Республики Казахстан»[6]
- Награждён Благодарственным письмом Президента Республики Казахстан (1998, 2008 и 2012) и др.